# U-80 (1941)
U-80 – niemiecki okręt podwodny typu VII C z okresu II wojny światowej. Okręt wszedł do służby w 1941 roku.

## Historia
U-80 był wykorzystywany jako okręt szkoleniowy, w związku z tym nie odbył żadnego patrolu bojowego. 
Zatonął podczas rejsu szkoleniowego 28 listopada 1944 roku na Morzu Bałtyckim na zachód od Pilawy. Przyczyną zatonięcia był wypadek podczas zanurzenia.
Współrzędne zatonięcia okrętu: 54°29′00″N 19°50′00″E/54,483333 19,833333. 

## Przebieg służby
- 08.04.1941–30.04.1941 – 1. Flotylla U-bootów w Kilonii (okręt szkoleniowy)
- 01.05.1941–31.03.1942 – 26. Szkolna Flotylla U-Bootów w Pilawie (okręt szkoleniowy)
- 01.04.1942–31.08.1942 – 24. Flotylla U-bootów w Memel (okręt szkoleniowy)
- 01.09.1943–30.11.1943 – 23. Flotylla U-bootów w Gdańsku (okręt szkoleniowy)
- 01.12.1943–28.11.1944 – 21. Flotylla U-bootów w Pilawie (okręt szkoleniowy)